# Пеппард, Джордж
Джордж Пеппа́рд (англ. George Peppard, 1 октября 1928 — 8 мая 1994) — американский актёр.

## Биография

### Детство
Джордж Пеппард родился 1 октября 1928 года в приграничном городе Детройте, недалеко от Великих озёр, в семье строителя-прораба и оперной певицы. Детройт в то время становился автомобильной столицей мира, активно разворачивалось строительство, превращая его в город небоскрёбов. Так что, Джордж Пеппард-старший имел возможность прилично зарабатывать. А мать могла приобщать маленького Джорджа к искусству.

### Жизнь до кино
Как и все молодые люди того времени, Джордж был призван в армию. Служил в морской пехоте. После вступил в Университет Пардью, затем в «Карнеги Тек», и наконец в известную Актёрскую студию Ли Страсберга.
Перепробовал множество профессий: был преподавателем, таксистом, ведущим на дискотеках. Потом устроился на радио, где долгое время озвучивал постановки. После поступления на студию — получил работу на Бродвее. Начал появляться на телевидении.

### Кинематограф
Джордж Пеппард дебютировал в кино в фильме «Дом на холме». До этого была пара телевизионных ролей. Одним из первых его появлений на большом экране был Пол — главный герой фильма «Завтрак у Тиффани», где его партнёршей была Одри Хепбёрн.

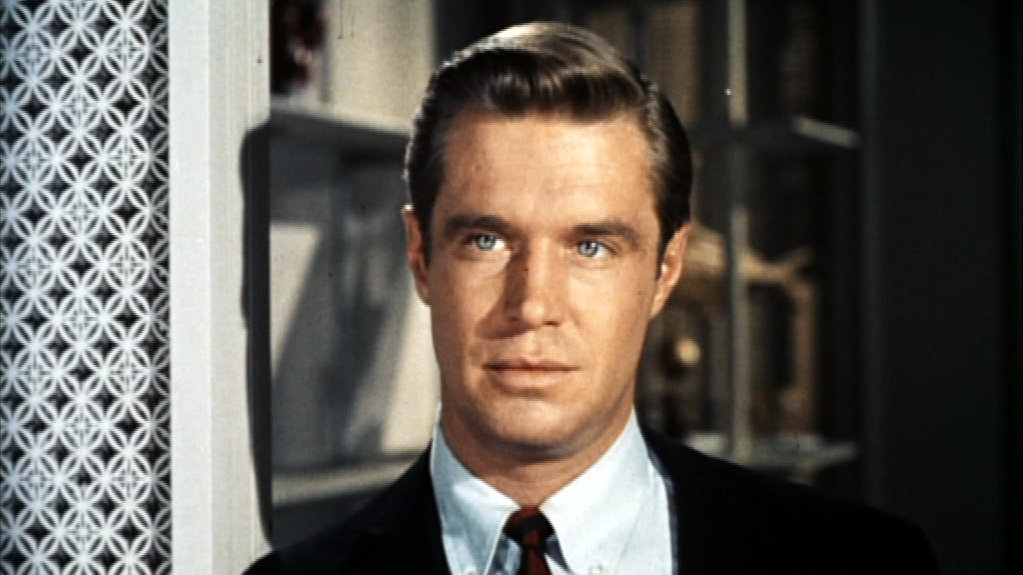
Пеппард в фильме «Завтрак у Тиффани»

Чаще всего Пеппард выступал в роли крутых и не всегда хороших парней. И зрители чаще всего могли увидеть его в триллерах и вестернах. Так, в одном из них, «Война на Диком Западе» он играл на одной площадке с Генри Фондой, Грегори Пеком, Джеймсом Стюартом.
В 1978 году между съемками он написал сценарий и срежиссировал собственный фильм «В пяти днях от дома». В 70-х и 80-х годах Пеппард снимался на телевидении в телесериалах, одним из которых был телесериал «Команда „А“» (Пеппард играл роль полковника Джона «Ганнибала» Смита), который был весьма популярен у зрителей на протяжении всех пяти сезонов.
Последним фильмом актёра стала немецкая драма «Тигрица» в 1992 году.

### Личная жизнь
Впервые Пеппард женился, когда ему было двадцать пять — в 1954 году на актрисе Хелен Дэвис. Они прожили вместе десять лет и развелись. От этого брака у актёра осталось двое детей — сын Брэдфорд и дочь Джули.
Через два года он женился на Элизабет Эшли, с которой вместе снимался в фильме «Саквояжники». Брак продлился шесть лет. Джордж вновь стал отцом — у него родился сын Кристиан.
В 1975 Пеппард вновь женится. И снова на актрисе. Теперь его избранницей стала рыжеволосая Шерри Бучер, появлявшаяся в таких известных сериалах как «Лесси» и «Коломбо», а также в «Белой молнии», где главную роль играл Бёрт Рейнольдс. С ней Джордж Пеппард провёл четыре года. Этот брак также окончился разводом.
Ещё через пять лет он снова женился. Его женой стала Алексис Адамс. С ней он прожил два года. Причиной столь частых разводов стал алкоголизм Джорджа, с которым он безуспешно боролся на протяжении долгих лет. Пить он начал в самом начале карьеры, когда роли в кино не приносили успеха.
В последний раз актёр женился в 1992 на Лауре Тэйлор. В то время она работала банкиром в Вест Палм Бич в штате Флорида, где и познакомилась с ним. С ней он прожил до самой своей смерти в 1994 году от пневмонии.

## Фильмография
- 1957 — Странный — Роберт Маркейс, курсант
- 1957 — Подозрение (сериал)
- 1959 — Высота Порк Чоп Хилл — Чак Федерсон, капрал
- 1960 — Домой с холма
- 1960 — Subterraneans, The
- 1961 — Завтрак у Тиффани — Пол Варжак
- 1962 — Как был завоёван Запад — Зеб Ролингс
- 1963 — Bob Hope Presents the Chrysler Theatre (сериал)
- 1963 — Победители — Фрэнк Чейз, капрал
- 1964 — Саквояжники
- 1965 — Операция «Арбалет» — Лейтенант Джон Кертис
- 1965 — День третий[англ.] — Стив Мэллори
- 1966 — Голубой Макс — Бруно Штахель
- 1967 — Тобрук[англ.] — Капитан Бергман
- 1967 — Тяжелая ночь в Джерико
- 1968 — Пи Джей[англ.] / P.J. — Пи Джей (Питер Джозеф) Детвейлер
- 1968 — Карточный домик[англ.] — Рено Дэвис
- 1968 — What’s So Bad About Feeling Good?
- 1969 — Pendulum
- 1970 —  Executioner, The
- 1970 — Cannon for Cordoba
- 1971 — One More Train to Rob
- 1972 — Bravos, The
- 1972 — Banacek
- 1972 — Граундстарский заговор
- 1972 — Banacek (сериал)
- 1974 — Newman’s Law
- 1975 — One of Our Own
- 1975 — Doctors' Hospital (сериал)
- 1975 — Guilty or Innocent: The Sam Sheppard Murder Case
- 1977 — Проклятая долина — Юджин «Сэм» Дентон, майор
- 1979 — Crisis in Mid-air
- 1979 — Contro 4 bandiere
- 1979 — Torn Between Two Lovers
- 1979 — Five Days from Home
- 1980 — Битва за пределами звёзд — Ковбой
- 1981 — Ваш билет больше не действителен
- 1981 — К сокровищам авиакатастрофы
- 1982 — Сумеречный театр
- 1982 — Jugando con la muerte
- 1983 — Команда «А» — Ганнибал Смит
- 1986 — Мэтлок (сериал)
- 1988 — Man Against the Mob
- 1989 — Дезорганизованная преступность
- 1989 — Две женщины
- 1989 — Man Against the Mob: The Chinatown Murders
- 1990 — Ultra Warrior
- 1990 —  Night of the Fox
- 1994 — Тигрица / Die Tigerin — Сид Слотер